# رومولو باريز
رومولو باريز (بالإسبانية: Rómulo Parés)‏ (مواليد 20 مارس 1925) هو ملاكم أرجنتيني، مثّل بلاده في الألعاب الأولمبية الصيفية 1952.

## روابط خارجية
رومولو باريز على موقع أوليمبيديا (الإنجليزية)